# Pompe aux pommes
Pour les articles homonymes, voir Pompe (homonymie).
La pompe aux pommes est un dessert originaire d'Auvergne.

## Origine du nom
Le terme de « pompe » provient directement de l'occitan auvergnat « pòmpa » qui désigne un plat constitué d'une garniture et d'un nappage de pâte.

## Caractéristiques
Il s'agit d'un dessert de forme rectangulaire fait de pâte feuilletée ou brisée qui recouvre entièrement des morceaux de pommes répartis sur toute la surface et qui deviennent fondants à la cuisson.

## Fête
Il existe une fête de la pompe aux pommes dans la ville de Durtol (Puy-de-Dôme).